# 相馬皓
相馬 皓（そうま あきら、1914年6月 - 1984年）は、日本の歴史家、歌舞伎研究家。
詩人・相馬御風の三男として東京に生まれる。祖父は衆議院議員の藤田茂吉。妹は日本文学研究者の相馬文子。糸魚川中学校（現・新潟県立糸魚川高等学校）卒業後、安田靫彦に日本画を学ぶ。また河竹繁俊に師事して歌舞伎を学ぶ。
NHK大河ドラマ『新・平家物語』『国盗り物語』『元禄太平記』『花神』の時代考証を手掛けた。

## 著書
- 歌舞伎 衣裳と扮装 鳥居清言画 大日本雄弁会講談社 1957
- 日本結髪風俗図説 人形文化研究所 1959

## 注
1. ↑  『近代文学研究史料叢書　相馬御風』『歌舞伎　衣装と扮装』

| スタブアイコン | サブスタブ | この項目は、まだ閲覧者の調べものの参照としては役立たない、人物に関連した書きかけの項目です。この項目を加筆・訂正などしてくださる協力者を求めています（P:人物伝/PJ:人物伝）。 |